# Zehut
Die Zehut (hebräisch זֶהוּת Sehūt, deutsch ‚Identität‘) ist eine nationalistische und rechtslibertäre politische Partei in Israel. Sie wurde 2015 von Mosche Feiglin, einem ehemaligen Likud-Politiker, gegründet.

## Geschichte
Die Wurzeln der Partei liegen in der Manhigut-Jehudit-Bewegung innerhalb des Likuds, die von Mosche Feiglin und Schmuel Sackett mit dem Ziel, den jüdischen Charakter des Staates Israel zu stärken, gegründet wurde.
Feiglin versuchte mehrfach, sich zum Vorsitzenden des Likuds wählen zu lassen, unterlag aber jedes Mal gegen Benjamin Netanjahu. Nachdem er im Vorfeld der Knesset-Wahl 2015 nur auf Listenplatz 36 platziert worden war, verließ er den Likud und gründete im März 2015 Zehut.
Ihren ersten Parteitag mit 2000 Teilnehmern hielt Zehut im Februar 2017 ab.
Die Knesset-Wahl im April 2019 war die erste Parlamentswahl, an der Zehut teilnahm. Umfragen sagten den Einzug der Partei in die Knesset mit 4 bis 7 Sitzen vorher. Letztendlich gelang Zehut der Einzug ins Parlament aber nicht; die Partei erzielte nur 2,74 % der Stimmen (anstatt der erforderlichen 3,25 %).
Im Vorfeld der Parlamentswahlen in Israel im September 2019 wurde von Seiten anderer Parteien versucht, mit Zehut eine Übereinkunft abzuschließen, um einer Aufteilung der Stimmen des rechten Lagers zuvorzukommen. Im Zuge dessen wurde Moshe Feiglin ein Ministeramt in einer potenziellen neuen Regierung unter Ministerpräsident Benjamin Netanjahu in Aussicht gestellt. Zehut zog daraufhin die Kandidatur zurück.

## Programm
Die Partei lehnt die Bildung eines unabhängigen palästinensischen Staates entschieden ab. Stattdessen befürwortet sie die Annexion des Gazastreifens und des Westjordanlandes, welches sie als „israelisches Kernland“ bezeichnet. Den Oslo-Friedensprozess betrachtet sie als gescheitert, weil er zu einem Anstieg an palästinensischer Gewalt gegen Israelis geführt habe. Nach der Annexion der palästinensischen Territorien würden die nicht-jüdischen Bewohner drei Möglichkeiten zur Auswahl gestellt bekommen: mit finanzieller Unterstützung Israels auswandern (ein Angebot, das laut Zehut eine Mehrheit der Palästinenser annehmen würde); eine dauerhafte Aufenthaltsgenehmigung erhalten, aber ohne dieselben Bürgerrechte wie Israelis, bei gleichzeitiger Achtung der Menschenrechte; oder die Beantragung der israelischen Staatsbürgerschaft, die ausgestellt werden würde, wenn sie in einem „langen Prozess“ ihre „Loyalität zum Jüdischen Staat“ beweisen. Durch diesen Plan könne eine jüdische Mehrheit zwischen Mittelmeer und Jordan sichergestellt werden.
Zehut fordert in ökonomischen Fragen niedrigere Steuern, eine Flat Tax und das Ende von staatlichen Interventionen in die Wirtschaft. Außerdem soll Land in großem Stil privatisiert werden. Die Anzahl an Ministerien und Angestellten im öffentlichen Dienst soll drastisch reduziert werden.
Zu einem zentralen Wahlkampfthema und zu einer Bedingung für eine künftige Regierungsbeteiligung machte Zehut 2019 die Legalisierung von Cannabis.